# Zweibindiger Schmalbock

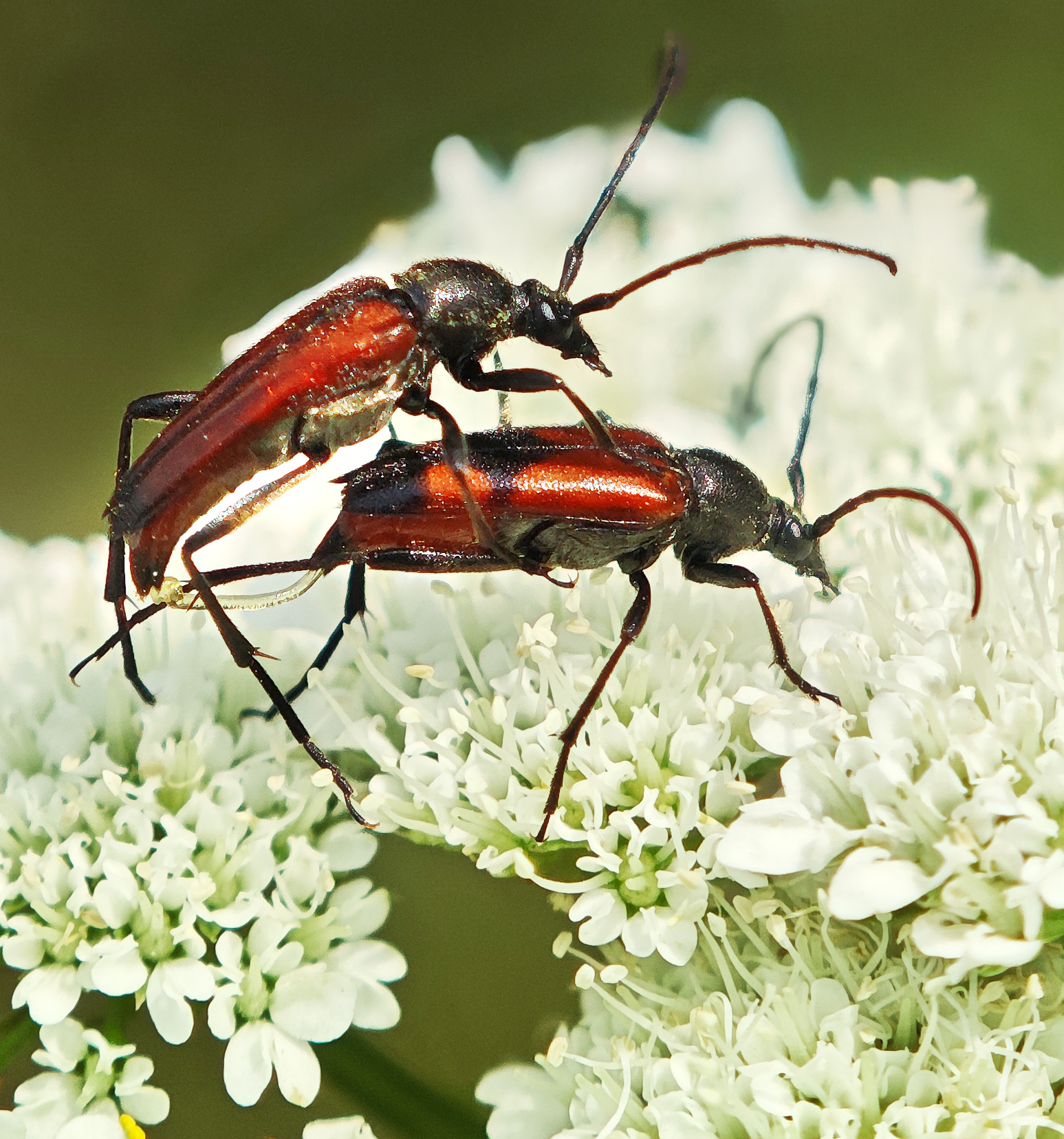
Stenurella bifasciata bei der Paarung mit Oenanthe pimpinelloides

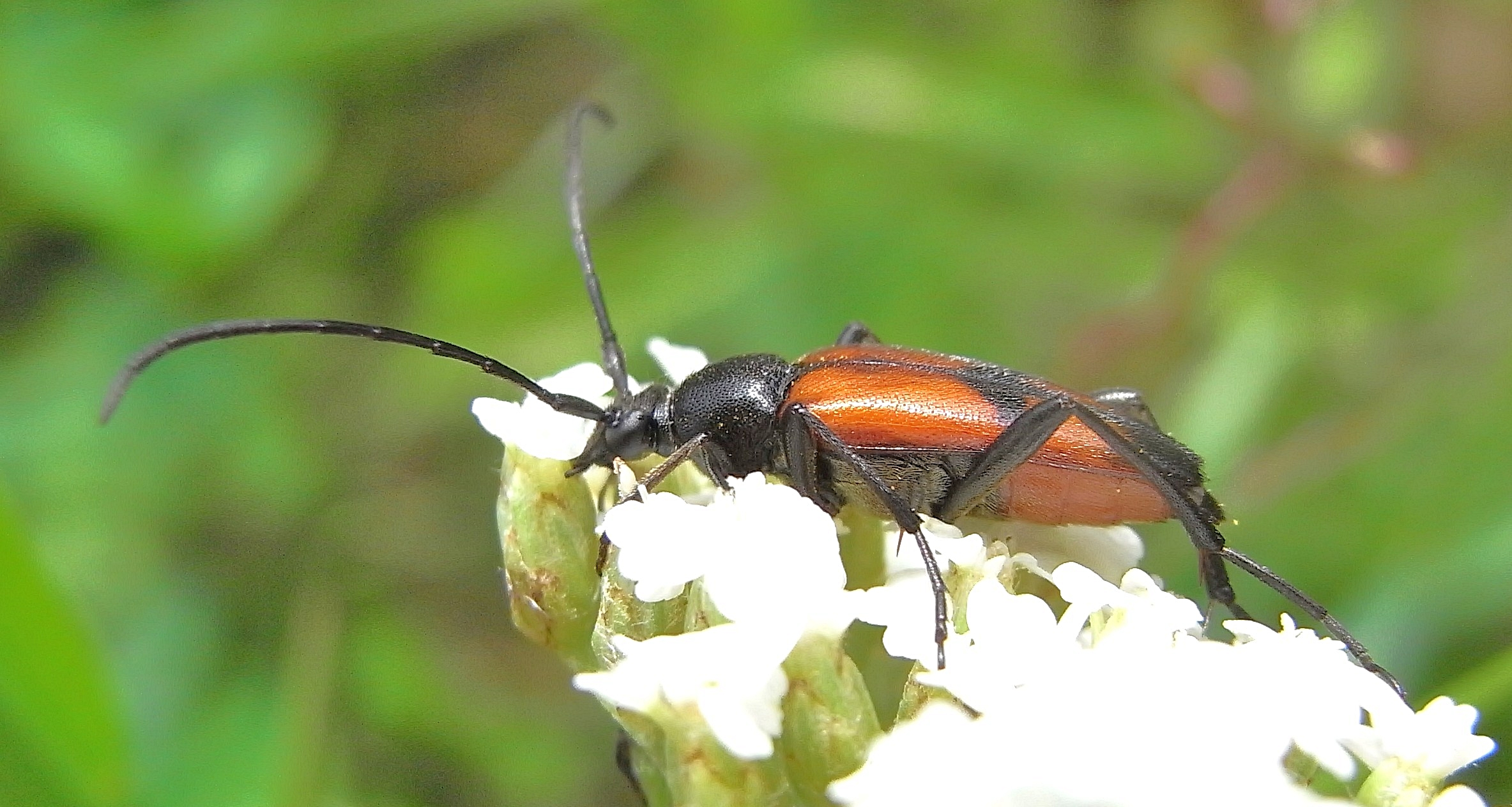

Der Zweibindige Schmalbock (Stenurella bifasciata, Syn.: Strangalia bifasciata) ist eine Art aus der Familie der Bockkäfer (Cerambycidae).

## Merkmale
Der Käfer wird sieben bis zehn Millimeter lang. Der Kopf, der Halsschild und die Beine sind schwarz gefärbt. Der Halsschild ist schwach punktiert und gleich, wie die Deckflügel fein dunkel behaart. Diese sind beim Männchen gelbbraun gefärbt, beim Weibchen rot. Die Flügeldeckennaht und die Spitze ist schwarz gefärbt, darüber hinaus befindet sich etwas nach der Mitte eine schwarze, herzförmige Binde die bisweilen, insbesondere beim Männchen, reduziert sein kann. Die letzten drei Hinterleibssegmente sind normalerweise rot, bei untypisch gefärbten Exemplaren jedoch angedunkelt oder bei den Weibchen ganz schwarz. Es kommt vor, dass die schwarzen Bereiche auf den Deckflügeln gänzlich fehlen. Das elfte (letzte) Fühlerglied ist länger als das zehnte.

## Vorkommen
Der Zweibindige Schmalbock ist eine Art der südlichen Paläarktis. Sie kommt von Süd- und Mitteleuropa über Kleinasien, Syrien, Armenien und den Kaukasus bis nach Sibirien und die Mongolei vor. In Deutschland ist sie eine verhältnismäßig wärmeliebende Art, die vor allem in Norddeutschland und in höheren Gebirgen selten ist, oder fehlt. In Nordeuropa und auf den britischen Inseln fehlt die Art ebenso. Sie bewohnt vorwiegend temperaturbegünstigte Wiesen und Südhänge in Vorgebirgs- und Tallagen.

## Lebensweise
Die Larve entwickelt sich in Zweigen von Laubbäumen und Rosen, seltener in Kiefern. Die Imagines sind von Juni bis September auf sonnenexponierten Wiesen, insbesondere an trockenen Südhängen, zu finden. Dort besuchen sie die Blüten von Doldenblütlern, Mannstreu, Schafgarben, Brombeeren oder anderen Rosengewächsen.